# Helle Klint Bentsen
Helle Margrethe Klint, gift Bentsen (født 23. september 1887 i København, død 23. juli 1969 i København) var en dansk billedhugger, gift med arkitekten Ivar Bentsen.
Helle Klint Bentsen var datter af bygningsingeniør, senere arkitekt Peder Vilhelm Jensen (Jensen Klint fra 10. november 1893) og Mathilde Caroline Pedersdatter og voksede dermed op i et miljø præget af kunsten. Hun lærte tegning og modellering hos faderen; herefter gennemgik hun i 7 måneder studier i Paris 1913 (på Akademiets stipendium) og på Kunstakademiet på billedhuggerskolen 1920. Hun var også i Holland og Belgien 1910, atter i Paris i 1926, i Tyskland 1928, Italien 1934, Holland, Belgien og Tyskland 1936. Hun giftede sig 20. august 1921 i København med Ivar Bentsen, der var elev af hendes fader.
Hendes naturalistiske skulpturer vidner om et afklaret, enkelt formsprog. Hun har som billedhugger primært koncentreret sig om det ikke alt for store format, nemlig portrætbuster og masker, og har udelukkende udstillet sådanne, f.eks. portrætbuster af Elof Risebye og Ivar Bentsen (begge udstillet 1927). Karakteristisk for hendes følsomme opfattelse af plastisk form er en maske i klæbersten på Statens Museum for Kunst (udstillet 1909; findes i gips i Aabenraa Museum).
Hun udstillede på Charlottenborg Forårsudstilling 1909-10, 1927-28, 1931, Kunstnernes Efterårsudstilling 1915, 1923, 1929, Kvindelige Kunstneres retrospektive Udstilling, København 1920 og på Billedhuggersammenslutningen 1933 og 1935.

## Værker
- Selvportræt (klæbersten, 1911, Statens Museum for Kunst)
- Maske (gips, erhvervet 1920, Aabenraa Museum)
- Portræt af Elof Risebye (cement, udstillet 1927)
- Portræt af Ivar Bentsen (plastelina, udstillet 1927)
- Korsfæstelsesgruppe med vinranke (træ, Grundtvigskirken, modelleret efter tegning af P.V. Jensen Klint, derefter skåret i træ af en billedskærer)